# Sérgio Krzywy
Mons. Sérgio Krzywy (* 30. června 1952 Palmeira) je brazilský římskokatolický duchovní a biskup Araçatuby.

## Život
Narodil se 30. června 1952 v Palmeiře. 
Studoval na Colégio Agrícola Estadual Getúlio Vargas a Colégio Estadual José Nogueira do Santos ve svém rodném městě. Poté pokračoval ve studiu v semináři Kongregace Nejsvětějších stigmat. Během povinně vijenské služby sloužil v osobní gardě prezidenta.
Na Centro de Ensino Unificado de Brasília získal diplom z psychologie.
Roku 1977 opustil vojenskou službu a vstoupil do kněžského semináře. Teologii studoval na Papežské katolické univerzitě v Campinas. Jako student Brazilské piánské papežské koleje navštěvoval přednášky teologické antropologie Papežské fakulty Teresianum, kde získal licenciát. Dne 28. února 1983 jej biskup Antônio de Souza vysvětil na kněze a byl inkardinován do diecéze Assis.
Po vysvěcení se stal farním vikářem v Paraguaçu Paulista. Poté byl jmenován rektorem menšího semináře. Byl také farním administrátorem komunity Nossa Senhora da Medalha Milagrosa v Assis a spirituálem menšího a většího semináře. Před jmenováním biskupem byl farním vikářem katedrály v Assis.
Dne 26. května 2004 jej papež Jan Pavel II. jmenoval biskupem Araçatuby. Biskupské svěcení přijal 14. srpna 2004 z rukou arcibiskupa Pedra Antônia Marchetti Fedalto. Spolusvětiteli byli biskup Antônio de Souza a arcibiskup Aloysio José Leal Penna.